# Giacomo Ferrara
Giacomo Ferrara, né le 24 novembre 1990 à Chieti (Italie), est un acteur italien.

## Biographie
Giacomo est né à Chieti mais il grandit entre Villamagna, son village d'origine et Pretoro, sur le massif de la Majella, où ses parents dirigent un hôtel. Par la suite, il s’installe à Rome afin de fréquenter l’école de théâtre "Corrado Pani".

## Au cinéma
- 2015 : La prima volta (di mia figlia), dirigé par Riccardo Rossi
- 2015 : Suburra, dirigé par Stefano Sollima
- 2017 : Il permesso - 48 ore, dirigé par Claudio Amendola
- 2018 : Guarda in alto, dirigé par Fulvio Risuleo
- 2021 : Non mi uccidere, dirigé par Andrea De Sica
- 2022 : Ghiaccio, dirigé par Fabrizio Moro e Alessio De Leonardis
- 2023 : Grazie ragazzi, dirigé par Riccardo Milani

### À la télévision
- 2016 : Un sacré détective[2]  de Enrico Oldoini
- 2017-2020 : Suburra[3]
- 2021 : Alfredino - Una storia italiana, dirigé par Marco Pontecorvo - minisérie TV

## Discographie

### Singles
- 2019 : Angelica feat. Giacomo Ferrara - Vecchia novità